# جيمس سترونج (كاتب)
جيمس سترونج (بالإنجليزية: James Strong)‏ هو كاتب سيناريو ومخرج بريطاني، ولد في القرن العشرين.

## وصلات خارجية
- جيمس سترونج على موقع IMDb (الإنجليزية)
- جيمس سترونج على موقع قاعدة بيانات الأفلام العربية
- جيمس سترونج على موقع ألو سيني (الفرنسية)
- جيمس سترونج على موقع أول موفي (الإنجليزية)
- جيمس سترونج على موقع قاعدة بيانات الأفلام السويدية (السويدية)
- جيمس سترونج على موقع قاعدة بيانات الفيلم (الإنجليزية)
- جيمس سترونج على موقع كينوبويسك (الروسية)